# رو¹ بره
رو¹ بره یک ستاره است که در صورت فلکی برج حمل قرار دارد.